# J. August Richards
Jaime Augusto Richards III (ur. 28 sierpnia 1973 w Waszyngtonie, USA), amerykański aktor.